# Team Rosberg
Team Rosberg — автоспортивная организация, принимающая участие в автогонках кузовных автомобилей и автомобилей с открытыми колесами.
Основана в 1994 году бывшим пилотом Формулы 1 Кеке Росбергом и выступает под немецкой гоночной лицензией. Расположена в Нойштадте.
Принимала участие в ДТМ (старом и новом), ITC, STW, немецкой Формуле-БМВ, немецкой и европейской Формуле-3.

## DTM/ITC
После перехода в состав Опеля в 1994 г. на следующий год Кеке Росберг решил выступать и как владелец команды. Причем, в напарники к себе он переманил действующего чемпиона и самого титулованного гонщика ДТМ Клауса Людвига. Он же и добился двух побед на не самой конкурентоспособной машине, заняв 3-е место по итогам чемпионата, а в зачете команд Team Rosberg заняла 6-е место. На следующий год команда полностью помеяла пилотский состав — Росберга сменил финский же гонщик Юрки Ярвилехто, а Людвига — не менее именитый Ханс-Иоахим Штук. Однако это не сильно изменило расклад сил — только Штук смог дважды победить (в Хельсинки), после чего занял 6-е место по итогам чемпионата.
| Результаты в ДТМ и ITC | Результаты в ДТМ и ITC | Результаты в ДТМ и ITC | Результаты в ДТМ и ITC | Результаты в ДТМ и ITC | Результаты в ДТМ и ITC | Результаты в ДТМ и ITC | Результаты в ДТМ и ITC | Результаты в ДТМ и ITC | Результаты в ДТМ и ITC |
| Год                    | Серия                  | Машина                 | Гонщики                | Победы                 | Подиумы                | Поулы                  | Очки                   | Личный зачет           | Командный зачет        |
| ---------------------- | ---------------------- | ---------------------- | ---------------------- | ---------------------- | ---------------------- | ---------------------- | ---------------------- | ---------------------- | ---------------------- |
| 1995                   | ДТМ                    | Opel Calibra V6        | Клаус Людвиг           | 2                      | 2                      | 0                      | 80                     | 3                      | 4                      |
| 1995                   | ДТМ                    | Opel Calibra V6        | Кеке Росберг           | 0                      | 0                      | 0                      | 17                     | 18                     | 4                      |
| 1995                   | ITC                    | Opel Calibra V6        | Клаус Людвиг           | 0                      | 1                      | 0                      | 21                     | 14                     | 8                      |
| 1995                   | ITC                    | Opel Calibra V6        | Кеке Росберг           | 0                      | 0                      | 0                      | 3                      | 20                     | 8                      |
| 1996                   | ITC                    | Opel Calibra V6        | Юрки-Ярви Лехто        | 0                      | 5                      | 0                      | 148                    | 5                      | 4                      |
| 1996                   | ITC                    | Opel Calibra V6        | Ханс-Иоахим Штук       | 2                      | 0                      | 1                      | 112                    | 9                      | 4                      |

## Супертуринг
После гибели ДТМ Team Rosberg перешла в Немецкий Супертуринг, STW, где стала заводской командой Ниссана, её гонщиками были Роланд Аш и Саша Маасен. Аш по итогам сезона стал 8-м. На следующим год Михаэль Крумм сменил Маасена, но это мало что изменило — он закончил сезон на 9-м месте, а Аш — снова на 8-м. После этого Ниссан решил покинуть STW, и Росберг тоже переключился на гонки машин с открытыми колесами.

## Новый ДТМ
Team Rosberg с самого начала приняла участие в новом ДТМ, но не с Опелями, как можно было бы предположить из опыта старого ДТМ, а с Мерседесами. Дела шли неважно, потому что после первого года команда приобретала старые машины Мерседес, неспособные состязаться с заводскими. После того как контракт с Мерседес завершился после сезона-2004, следующий год команда хотела провести в ФИА ГТ, но появившаяся возможность вернуться в ДТМ, положила конец переговорам с Продрайв. С 2006 года Team Rosberg вновь выступает в ДТМ, но уже с прошлогодними машинами Ауди. Однако за все это время она дала путевку в заводские команды Кристиану Альберсу, Гари Паффетту и Тимо Шайдеру.
| Результаты в ДТМ | Результаты в ДТМ     | Результаты в ДТМ  | Результаты в ДТМ | Результаты в ДТМ | Результаты в ДТМ | Результаты в ДТМ | Результаты в ДТМ | Результаты в ДТМ |
| Год              | Машина               | Гонщики           | Победы           | Подиумы          | Очки             | Личный зачет     | Командный зачет  |                  |
| ---------------- | -------------------- | ----------------- | ---------------- | ---------------- | ---------------- | ---------------- | ---------------- | ---------------- |
| 2000             | AMG-Mercedes CLK-DTM | Педро Лами        | 0                | 0                | 39               | 13               | 6                |                  |
| 2000             | AMG-Mercedes CLK-DTM | Даррен Тернер     | 0                | 0                | 19               | 14               | 6                |                  |
| 2001             | AMG-Mercedes CLK-DTM | Педро Лами        | 0                | 0                | 12               | 16               | 8                |                  |
| 2001             | AMG-Mercedes CLK-DTM | Даррен Тернер     | 0                | 0                | 15               | 15               | 8                |                  |
| 2002             | AMG-Mercedes CLK-DTM | Кристиан Алберс   | 0                | 0                | 5                | 12               | 6                |                  |
| 2002             | AMG-Mercedes CLK-DTM | Штефан Мюкке      | 0                | 0                | 0                | НКЛ              | 6                |                  |
| 2003             | AMG-Mercedes CLK-DTM | Гари Паффет       | 0                | 0                | 4                | 11               | 5                |                  |
| 2003             | AMG-Mercedes CLK-DTM | Штефан Мюкке      | 0                | 0                | 0                | НКЛ              | 5                |                  |
| 2003             | AMG-Mercedes CLK-DTM | Патрик Хьюсман    | 0                | 0                | 0                | НКЛ              | 5                |                  |
| 2004             | AMG-Mercedes CLK-DTM | Ярек Яниш         | 0                | 0                | 0                | НКЛ              | НКЛ              |                  |
| 2004             | AMG-Mercedes CLK-DTM | Бернд Майландер   | 0                | 0                | 0                | НКЛ              | НКЛ              |                  |
| 2006             | Audi A4 DTM 2005     | Тимо Шайдер       | 0                | 0                | 12               | 10               | 4                |                  |
| 2006             | Audi A4 DTM 2005     | Франк Штиплер     | 0                | 0                | 3                | 14               | 4                |                  |
| 2007             | Audi A4 DTM 2005     | Майк Роккенфеллер | 0                | 1                | 11               | 12               | 6                |                  |
| 2007             | Audi A4 DTM 2005     | Лукас Лур         | 0                | 0                | 1                | 17               | 6                |                  |